# Ewhurst, Hampshire
Ewhurst är en by i civil parish Baughurst, i distriktet Basingstoke and Deane, i grevskapet Hampshire, i England. Byn är belägen 8 km från Basingstoke. Ewhurst var en civil parish fram till 1932 när blev den en del av Baughurst. Civil parish hade 47 invånare år 1931. Byar nämndes i Domedagsboken (Domesday Book) år 1086, och kallades då Werste.